# لولو وايت
لولو وايت (بالإنجليزية: Lulu White)‏ هي سيدة أعمال أمريكية، ولدت في 1868 في ألاباما في الولايات المتحدة، وتوفيت في 20 أغسطس 1931.